# Ana da Silva
Ana da Silva (Funchal, Madeira) é uma cantora e música portuguesa, membro fundador da banda The Raincoats.

## Biografia
Ana da Silva nasceu na cidade do Funchal, na ilha da Madeira, no final da década de 1940, onde teve aulas de piano em criança. Em 1964, quando tinha 16 anos, visitou Londres pela primeira vez com a sua irmã mais velha. Dois anos mais tarde, foi estudar Germânicas para a Faculdade de Letras da Universidade de Lisboa. Em Lisboa, teve a sua primeira guitarra acústica e começou a aprender a tocar este instrumento.
No final de 1974, mudou-se para Londres, onde estudou no Hornsey College of Art e formou a banda The Raincoats com Gina Birch, em 1977. Trabalhou na loja de discos Rough Trade (que pouco depois da abertura se transformou também numa editora) enquanto estava na banda.
Por volta de 1984, fez parte do coro na canção "Bachelor Kisses" da banda The Go-Betweens. As Raincoats separaram-se em 1984, após editarem três álbuns, e Ana da Silva acabou por colaborar com o baterista Charles Hayward da banda This Heat (um dos muitos bateristas que passou por The Raincoats) no dueto Roseland. Silva e Hayward abandonaram o projeto após gravarem algumas demos. 
Escreveu ainda música para produções do coreógrafo Gaby Agis antes de se dedicar à pintura. Enquanto trabalhava no antiquário de um familiar em Londres, conheceu Kurt Cobain, vocalista dos Nirvana e fã de longa data das Raincoats, o que o levou a convencer a editora DGC a reeditar o repertório destes últimos. 
The Raincoats lançaram um novo álbum em 1994, mas, após isso, Silva não voltou a produzir nova música até 2005, com o álbum a solo The Lighthouse.
Ana da Silva atuou ao vivo em Londres, Munique, Portugal e no Ladyfestspain, em Madrid. 

## Obras

### Discografia a solo e noutras afiliações

#### Álbum
- The Lighthouse (2005)
- Island, com Phew (no prelo)

#### Single
- "In Awe of a Painting" / "Litany" (2004)

## Ligações Externas
- Site Oficial - Ana da Silva